# 歌川広重 (2代目)

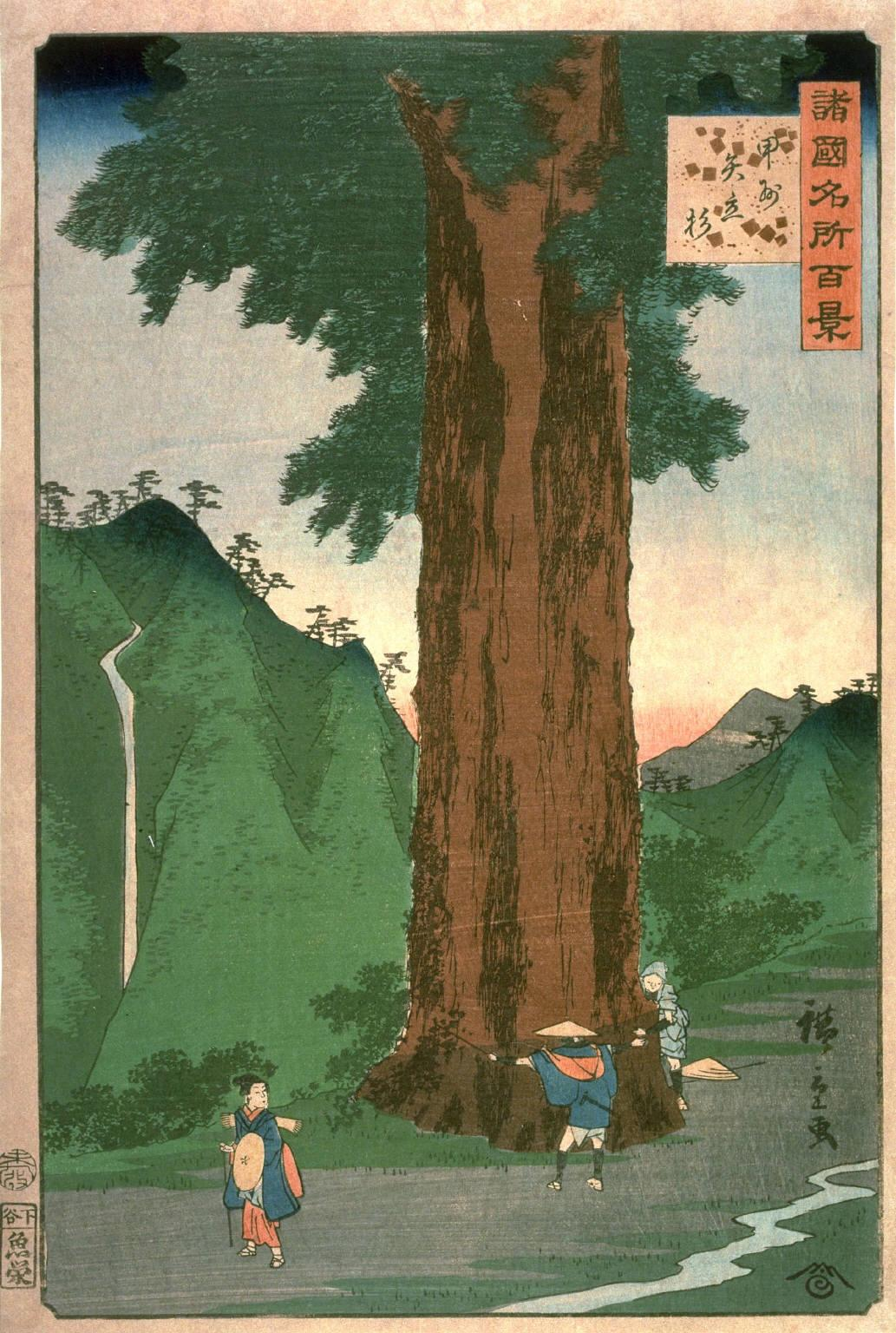
「諸国名所百景　甲州矢立杉」　二代目広重画。

二代目 歌川 広重（うたがわ ひろしげ、文政9年〈1826年〉 - 明治2年9月17日〈1869年10月21日〉）は、江戸時代末期から明治初期にかけての浮世絵師。喜斎立祥として知られる。

## 来歴
初代歌川広重の門人。姓は鈴木のちに森田、名は鎮平。一幽斎、一立斎、立斎、立祥、喜斎と号す。初代歌川広重と同じく定火消同心の息子であった。弘化のころ初代広重に入門し、はじめ重宣（しげのぶ）と称す。美人画や花鳥画、武者絵を描き、やがて風景画も描くようになり、徐々に初代の作域に近付いた。また、横浜絵なども描いている。
安政5年（1858年）に初代が没すると、翌安政6年広重の養女お辰の婿になり、二代目広重を襲名する。この時お辰は16か17歳であった。慶応元年（1865年）、お辰22歳の時に二十歳という年齢差が災いしてか夫婦喧嘩によりお辰と離別することになり、以後は森田姓を称した。横浜に移り住み喜斎立祥と号し、外国輸出用の茶箱に貼付するためのラベル絵を描いたので、人々から「茶箱広重」と呼ばれ、特に外国人からは重宝がられたが、後に新橋滝山町に移った。
安政6年（1859年）12月に描かれた｢諸国名所百景　尾州名古屋真影｣（那珂川町馬頭広重美術館所蔵）では、月夜に浮かぶ名古屋城の天守閣上にある金鯱を大胆にクローズアップしている。初代広重の晩年の揃物「名所江戸百景」にも参加し、全120図の内「赤坂桐畑雨中夕けい」（東京芸術大学大学美術館所蔵）には、「二世広重画」と款している。さらに、改印が安政6年4月になっている「市谷八幡」、「上野山下」、「びくにばし雪中」3点の作者も二代広重であるとされる。また「立祥」の落款では横浜絵や開化絵を残した。
肉筆画では安政ごろ制作の「遊君図」（ニューオータニ美術館所蔵）が知られ、「重宣筆」の落款に「重宣」の朱文方印を捺している。画風は師に倣って歌川派様式の美人を描いており、温和であったとされる彼の性格がうかがわれる一品である。明治2年（1869年）9月17日死去。享年44。墓所は赤坂一ツ木の清巌寺（明治10年に廃絶）。法名は宝誉樹林信士。四代目歌川広重こと菊池貴一郎は、二代目広重から絵を学んだといわれている。

## 作品

### 錦絵
- 「末広五十三次　浜松」　浜松市美術館所蔵　※「広重」の落款
- 「末広五十三次　白須賀」　浜松市美術館所蔵　※「広重」の落款
- 「三十六花撰　東都入谷朝顔」　千葉県立中央博物館所蔵　慶応2年（1866年）　※「立祥」の落款
- 「名所江戸百景　赤坂桐畑雨中」　大判錦絵　安政6年
- 「諸国名所百景」　大判錦絵揃物　「周防岩国錦帯橋」など　安政6年から文久元年
- 「横浜岩亀見込之図」　大判錦絵3枚続　万延元年
- 「隅田川八景」　大判錦絵8枚揃　文久元年
- 「東都三十六景」　大判錦絵36枚揃　文久元年、文久2年
- 「東都名所」　横大判錦絵藍摺揃物　文久2年
- 「東京名所三十六花撰」　大錦36枚揃　慶応2年

### 肉筆画
- 「大磯の虎御前と馬上の十郎図」　絹本着色　神奈川県立歴史博物館所蔵　安政6年以前　※「重宣筆」の落款、「重宣」の印
- 「不二遠望図」　紙本墨画　日本浮世絵博物館所蔵　※「重宣筆」の落款、印章不明
- 「遊君図」　紙本着色　ニューオータニ美術館所蔵　※「重宣筆」の落款、「重宣」の朱文方印
- 「秋草に美人図」　絹本着色　日本浮世絵博物館所蔵　※「廣重筆」の落款、「立斎」の朱文方印
- 「夜桜図」　絹本着色　 出光美術館所蔵　幕末　※「廣重筆」の落款、「立斎」の白文方印
- 「日光の滝図」　絹本着色　熊本県立美術館所蔵　※「廣重」の落款、「壱立斎」の朱文方印
- 「待乳山雪景図」　紙本着色　城西大学水田美術館所蔵　※「二世廣重」の落款、「壱立斎」の朱文方印
- 「二嬌納涼図」　絹本着色　バーデン＝ヴュルテンベルク州立リンデン民族学博物館所蔵（ベルツコレクション）　※「廣重」の落款